# Kanton Neuville-aux-Bois
Neuville-aux-Bois is een voormalig kanton van het Franse departement Loiret. Het kanton maakte deel uit van het arrondissement Orléans. Het werd opgeheven bij decreet van 25 februari 2014 met uitwerking op 22 maart 2015.

## Gemeenten
Het kanton Neuville-aux-Bois omvatte de volgende gemeenten:
- Bougy-lez-Neuville
- Ingrannes
- Loury
- Neuville-aux-Bois (hoofdplaats)
- Rebréchien
- Saint-Lyé-la-Forêt
- Sully-la-Chapelle
- Traînou
- Vennecy
- Villereau